# Умбанда

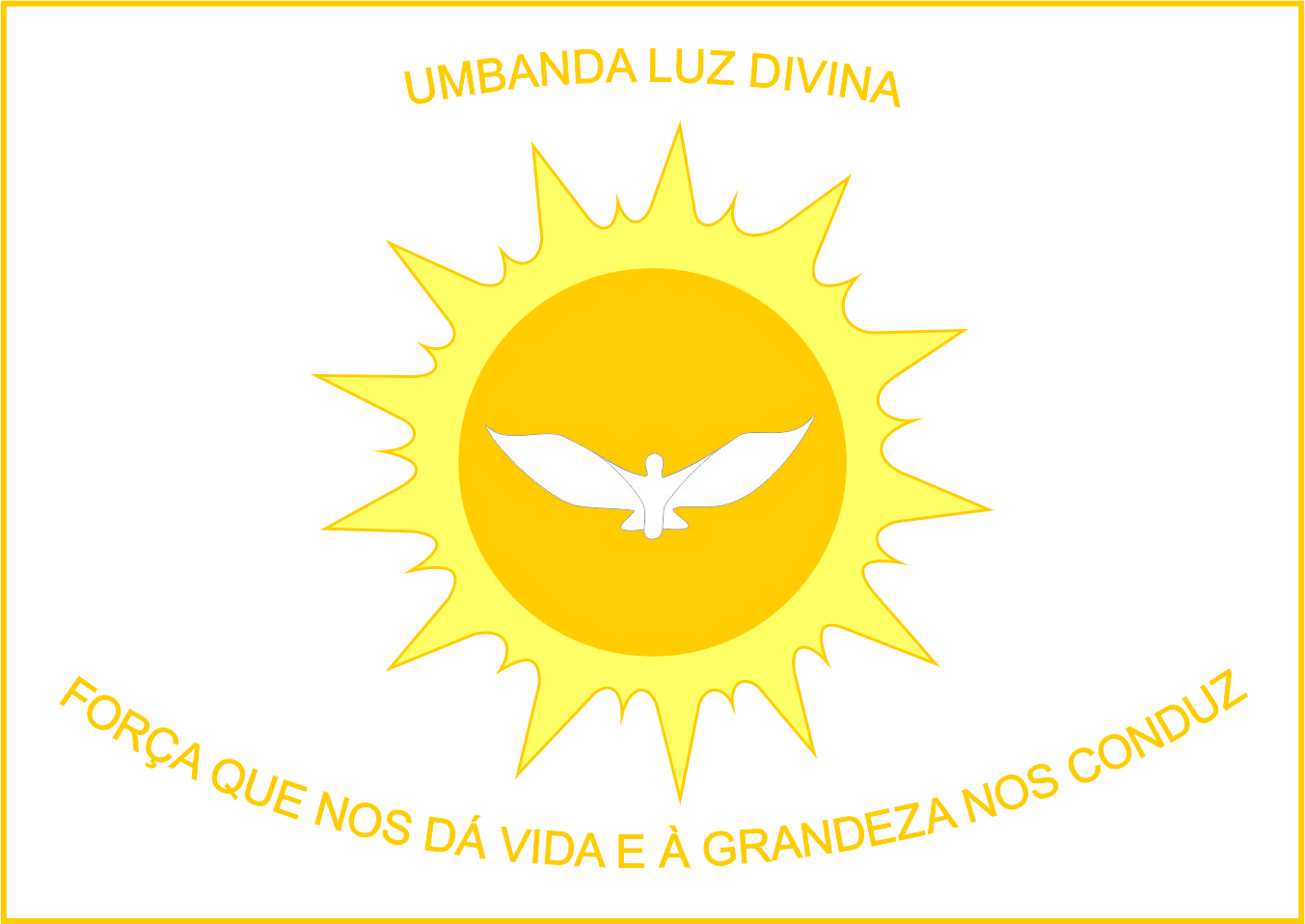
Флаг умбанды. Надпись означает «Умбанда, божественный свет. Сила, которая даёт нам жизнь и ведёт нас к величию»

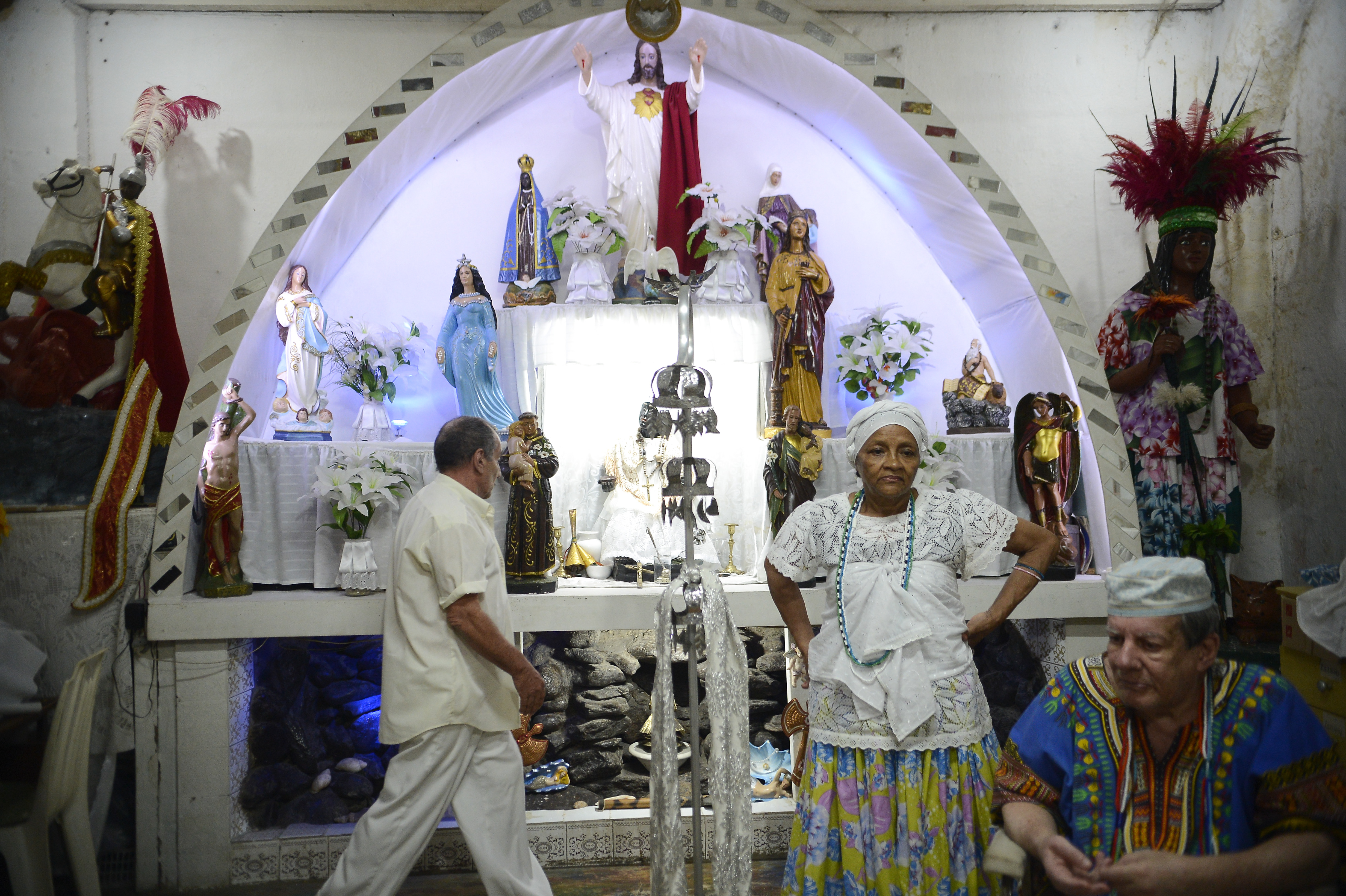
Адепты умбанды в религиозном центре в Рио

Умбанда (порт. Umbanda) — бразильская синкретическая религия, соединяющая католицизм, спиритизм Аллана Кардека и афробразильские традиции. 
Основана в 1907 г. в Рио-де-Жанейро; окончательно сформировалась как самостоятельная религия в 1920 году. 
К концу XX века число приверженцев умбанды составило около миллиона человек, преимущественно жителей Бразилии.
Умбанда основана в большинстве своих разновидностей на почитании божеств Ориша, однако только косвенным образом. В Умбанде принято почитать духовных гидов, работающих «на дорогах» различных Ориша. Эти духовные сущности разделены на линии и группы, управляемые определенными Ориша. Как правило, последователи Умбанды выделяют 7 линий, соответствующих 7 Ориша, в которых сгруппированы духовные сущности, носящие разные названия и представляющие разные архетипы.
Первые храмы (террейру) Умбанды появились в самом начале XX века. Сегодня существует несколько отличающихся друг от друга независимых видов Умбанды — например, эзотерическая Умбанда, классическая Умбанда, Аумбанда (с сильным влиянием восточных учений), Умбанда Крузада (где все ещё совершают кровавые жертвоприношения), белая Умбанда и т. д. Основателем классической Умбанды принято считать Зелио де Мораэса — именно он основал по указанию одного из духовных гидов первый террейру Умбанды в Бразилии.